# 数沙者
数沙者（希臘語： Ψαμμίτης, Psammites ），也译作数砂者、算沙者、沙数算者，是公元前3 世纪古希腊数学家阿基米德的著作，他在书中着手确定宇宙中沙粒数量的上限。为了做到这一点，阿基米德必须根据当时的模型估计宇宙的大小，并发明一种谈论极大数字的方法。
该作品在拉丁语中也称为Arenarius，翻译后约有八页长，是写给叙拉古国王格洛二世（希罗二世的儿子）的。它被认为是阿基米德最容易理解的作品。

## 命名大数
| 现代计数法中的周期和阶及其区间 | 现代计数法中的周期和阶及其区间 | 现代计数法中的周期和阶及其区间                                   | 现代计数法中的周期和阶及其区间                                                                           |
| 周期                           | 阶                             | 区间                                                             | 用以10为底的对数表示区间（log10 ）                                                                       |
| ------------------------------ | ------------------------------ | ---------------------------------------------------------------- | --- |
| 1                              | 1                              | (1, Ơ], where the unit of the second order, Ơ = 108              | (0, 8]                                                                                                   |
| 1                              | 2                              | (Ơ, Ơ2]                                                          | (8, 16]                                                                                                  |
| 1                              | ·                              |                                                                  | |
| 1                              | k                              | (Ơk − 1, Ơk]                                                     | (8k − 8, 8k]                                                                                             |
| 1                              | ·                              |                                                                  | |
| 1                              | Ơ                              | (Ơ − 1, Ƥ], where the unit of the second period, Ƥ = Ơ = 108×108 | (8×108 − 8, 8×108] = (799,999,992, 800,000,000]                                                          |
| 2                              | 1                              | (Ƥ, ƤƠ]                                                          | (8×108, 8 × (108 + 1)] = (800,000,000, 800,000,008]                                                      |
| 2                              | 2                              | (ƤƠ, ƤƠ2]                                                        | (8 × (108 + 1), 8 × (108 + 2)]                                                                           |
| 2                              | ·                              |                                                                  | |
| 2                              | k                              | (ƤƠk − 1, ƤƠk]                                                   | (8 × (108 + k − 1), 8 × (108 + k)]                                                                       |
| 2                              | ·                              |                                                                  | |
| 2                              | Ơ                              | (ƤƠƠ − 1, ƤƠƠ] = (Ƥ2Ơ−1, Ƥ2]                                     | (8 × (2×108 − 1), 8 × (2×108)] = (1.6×109 − 8, 1.6×109] = (1,599,999,992, 1,600,000,000]                 |
| ·                              |                                |                                                                  | |
| Ơ                              | 1                              | (ƤƠ − 1, ƤƠ − 1Ơ]                                                | (8×108 × (108 − 1), 8 × (108 × (108 − 1) + 1)] = (79,999,999,200,000,000, 79,999,999,200,000,008]        |
| Ơ                              | 2                              | (ƤƠ − 1Ơ, ƤƠ − 1Ơ2]                                              | (8 × (108 × (108 − 1) + 1), 8 × (108 × (108 − 1) + 2)]                                                   |
| Ơ                              | ·                              |                                                                  | |
| Ơ                              | k                              | (ƤƠ − 1Ơk − 1, ƤƠ − 1Ơk]                                         | (8 × (108 × (108 − 1) + k − 1), 8 × (108 × (108 − 1) + k)]                                               |
| Ơ                              | ·                              |                                                                  | |
| Ơ                              | Ơ                              | (ƤƠ − 1Ơ − 1, ƤƠ − 1Ơ] = (ƤƠ−1, ƤƠ]                              | (8 × (2×108 − 1), 8 × (2×108)] = (8×1016 − 8, 8×1016] = (79,999,999,999,999,992, 80,000,000,000,000,000] |

首先，阿基米德必须发明一种全新的系统来将当时的计数范围扩大到大数。古希腊使用的计数系统能将数字计到万（μυριάς - 10,000），由此可利用“万”这个数本身作为单位来将其扩展到万万（108 ，即一万个万，即亿）。阿基米德将 108以内的数字称为“一阶”，并将 108这一数字本身定义为“二阶单位”（即上表中的O'）。二阶单位的倍数就变成了“二阶”，直到这个单位被取了万万次，即108 ·108 =1016 ，而这一数字就是“三阶单位”，其倍数为三阶，依此类推到O'阶。阿基米德以这种方式命名数字，在第一周期最大能够取到第 10 8阶单位的万万倍（即上表中的P={\displaystyle {O'}^{O'}})，即(108)^(108)或{\displaystyle {10^{8}}^{10^{8}}}。
完成这一任务后，阿基米德将他定义的阶数称为“第一周期的阶数”，并将最后一个阶数称为“第二周期单位“，即 {\displaystyle (10^{8})^{(10^{8})}} 。然后，他以类似于构建第一周期阶数的方式，通过取该单位的倍数来构建第二周期阶数。如此下去，他终于达到了万万周期的阶数。阿基米德命名的最大数是这一周期的最后一个数，即
{\displaystyle \left(\left(10^{8}\right)^{(10^{8})}\right)^{(10^{8})}=10^{8\cdot 10^{16}}}
描述这个数字的另一种方式利用短级差制（即在某数位命名系统中，billion一词用来表示“十亿”），将1后跟80万亿 (80·10 15 ) 个0。
阿基米德的大数系统让人想起以 10 8为基数的进位制，这一系统是不凡的，因为古希腊人使用非常简单的希腊数字系统进行计数，这一计数系统使用 字母表中的27 个字母来表示从1到9的个位数，从10 到90的十位数，以及从100到900的百位数。

### 指数定律
阿基米德还发现并证明了指数定律，即 {\displaystyle 10^{a}10^{b}=10^{a+b}} ，简化了10次幂的计算。

## 估算宇宙的大小
阿基米德随后估算了填充宇宙所需沙粒数量的上限。为此，他使用了古希腊天文学家阿里斯塔克斯的日心模型。虽然阿里斯塔克斯的原作已失传，但是阿基米德的这项估算工作是为数不多的、现存的、引用其理论的参考文献之一，根据该日心模型理论，当地球绕太阳运行时，太阳保持不动。用阿基米德自己的话说：
他（阿里斯塔克斯）的假设是：恒星和太阳纹丝不动；地球在圆周上围绕太阳旋转，太阳位于轨道的中间；恒星的球体位于与太阳大致相同的中心，非常巨大，以至于他假定地球旋转的圆与恒星的距离成正比，就像球心到球体表面的距离一样。
该模型尺寸较大的原因是希腊人无法用当时的技术观察恒星视差，这意味着任何视差都非常小，因此恒星必须放置在距离地球很远的地方（假设日心说成立）。
根据阿基米德的说法，阿里斯塔克斯没有说明恒星距地球有多远。因此，阿基米德必须做出以下假设
- 宇宙是球形的
- 宇宙直径与地球绕太阳公转道直径之比等于地球绕太阳轨道直公转径与地球直径之比。

这一假设也可以表述为：地球绕其轨道运动造成的恒星视差等于绕地球运动引起的太阳视差。换算成比例
{\displaystyle {\frac {\text{宇宙的直径}}{\text{地球公转轨道的直径}}}={\frac {\text{地球公转轨道的直径}}{\text{ 地球的直径}}}}
为了获得上限，阿基米德对其维度做出了以下假设：
- 地球的周长不超过300万statia（古希腊度量衡中的长度单位），5.55·10 5 km。
- 月球的尺寸不超过地球，太阳的尺寸不超过月球的三十倍。
- 从地球上看，太阳的角直径大于直角的 1/200（π/400弧度= 0.45 ° 度）。

阿基米德随后得出结论：宇宙的直径不超过10 14stadia（以现代单位计算，约为2光年），并且需要不超过 10 63粒沙子来填充它。通过这些测量，阿基米德思想实验中的每粒沙子的直径约为 19 微米（0.019 毫米）。

### 阿里斯塔克斯宇宙中沙粒数量的计算
阿基米德声称，40颗并排放置的罂粟籽相当于1个希腊dactyl（古希腊度量衡长度单位中的手指宽），长度约为19毫米（3/4 英寸）。由于体积是线性尺寸的立方（“因为已经证明球体的体积是其直径的三倍比”），所以直径为1 dactly的球体将包含（使用我们当前的数字系统) 403或 64,000 颗罂粟种子。
然后他声称（没有证据）每颗罂粟籽中可能含有万粒沙子。将这两个数字相乘，他提出了 640,000,000 作为直径为1 dactly的球体中假设的沙粒数量。
为了便于进一步计算，他将6.4亿四舍五入为10亿，只是需要注意到第一个数字小于第二个数字，因此随后计算出的沙粒数将超过实际沙粒数。应顾及文章的价值是展示如何计算在当时被认为不可能的大数，而不仅仅是准确计算宇宙中沙粒的数量。
希腊体育场的长度为 600 希腊英尺，每英尺长 16 个dactyls，因此体育场内有 9,600 个dactyls。阿基米德将这个数字四舍五入到 10,000（即万）以简化计算，并再次指出所得数字将超过沙粒的实际数量。
10,000 的立方是一万亿（1012）；将十亿（dactyl球体中的沙粒数量）乘以万亿（体育场球体中的dactly球体数量）得到 1021 ，即体育场球体中的沙粒数量
阿基米德估计阿里斯塔克宇宙的直径为 1014的体育场，因此宇宙中相应地会有 (1014 ) 3 个体育场球体，即1042。1021乘以1042得到1063，即阿里斯塔宇宙中沙粒的数量。
根据阿基米德对罂粟种子中含有万（10,000）颗沙粒的估计；在一个dactly球体中包含64,000颗罂粟种子；体育场的长度为 10,000 dactyl；如果采用 19 毫米作为dactyl的宽度，阿基米德典型沙粒的直径将为18.3微米，今天我们称之为一粒淤泥。目前，最小的沙粒直径被定义为50微米。

### 其他的计算
阿基米德在他的研究之路中做了一些有趣的实验和计算。一项实验是估计从地球上看到的太阳的角大小。阿基米德的方法特别有趣，由于考虑了眼睛瞳孔的有限大小，因此可能是心理物理学实验的第一个已知例子，心理物理学是处理人类感知机制的心理学分支，其发展通常是归因于赫尔曼·冯·亥姆霍兹。另一项有趣的计算考虑了太阳视差以及观察者与太阳之间的不同距离，无论从地球中心或日出时从地球表面观看。这可能是第一个已知的处理太阳视差的计算。

## 引用
有些人，格隆王，认为沙子的数量是无穷无尽的；我所说的沙子不仅指锡拉库扎和西西里岛其他地方的沙子，还包括每个地区的沙子，不管是有人居住的还是无人居住的。另外，有些人虽然不认为沙子是无穷无尽的，但却认为没有任何一个数字足以超过沙子的数量。很显然，持这种观点的人，如果他们想象出一个由沙子组成的、在其他方面和地球一样大的物体，其中包括所有的海洋和地球上的凹地，其高度相当于最高的山峰，那么他们就会更加不承认有任何数字可以表达出超过沙子的数量。

但是，我将尝试用几何证明来向你们表明，在我给宙希波斯的作品中所给出的由我命名的数字中，有些数字不仅超过了以所述方式填满的与地球等大的沙粒的数量，而且还超过了与宇宙等大的沙粒的数量。——Archimedis Syracusani Arenarius & Dimensio Circuli

## 扩展阅读
- The Sand-Reckoner, by Gillian Bradshaw. Forge (2000), 348pp, ISBN 0-312-87581-9. 这是一部关于阿基米德的生活和工作的历史小说。